# Letov Š-3
Letov Š-3 byl jednomístný prototyp československého stíhacího jednomotorového vzpěrového hornoplošníku z počátku 20. let 20. století. První prototyp stroje byl dokončen na podzim 1921, ovšem požárem byl 5. listopadu 1921 zničen. Další prototyp vzlétl až roku 1922. Vzhledem k tomu, že vedení československé armády nemělo v té době důvěru v jednoplošné letouny, nedošlo nakonec k jeho sériové výrobě, i když se jednalo o spolehlivý stroj, což prokázal i na mezinárodních závodech letadel v Curychu v roce 1922. Pilot Alois Ježek se zatím neozbrojeným strojem obsadil třetí místo v soutěži o přesné přistání a sedmé místo v letecké akrobacii.

## Specifikace

### Technické údaje
- Osádka: 1
- Rozpětí: 10,13 m
- Délka: 7,08 m
- Výška: 3,04 m
- Nosná plocha: 17,6 m²
- Hmotnost prázdného stroje: 662 kg
- Vzletová hmotnost: 928 kg
- Pohonná jednotka: 1 × šestiválcový řadový motor BMW IIIa o výkonu 136 kW

### Výkony
- Nejvyšší rychlost: 225 km/h
- Cestovní rychlost: 190 km/h
- Dostup: 8 400 m
- Dolet: 470 km

### Výzbroj
- 2 ×  synchronizovaný kulomet Vickers ráže 7,7 mm